# CRAぱちんこ必殺仕事人III 祭バージョン
CRAぱちんこ必殺仕事人III 祭バージョン（シーアールぱちんこひっさつしごとにんスリー まつりバージョン）は、2009年11月に京楽産業.が発売したデジパチタイプのパチンコである。型式名は『CRAぱちんこ必殺仕事人III祭バージョンL7』。
テレビ時代劇『必殺仕事人』シリーズをモチーフとしたパチンコ機で、2007年発売の『CRぱちんこ必殺仕事人III』の遊パチ版にあたる機種である。

## 概要
『CRぱちんこ必殺仕事人III』をベースとし、通常時の大当たり確率を約1/90まで引き上げた。その分、大当たり時の出玉は約500個程度となっている。
また、2009年に京楽がリリースした「進化系ぱちんこ」を反映した演出を新たに追加している、「必殺ゾーン」（大当たり後の5回転確変ステージ）、「忍（しのぶ）ゾーン」（潜伏確変or小当たり5回転のステージ）、「お祭りゾーン」の新設の他、新キャラとして「おひつ」「おまつ」「しのぶ」のくのいちが登場している。

### 竜バージョン15
2010年4月、同機種から派生した『CRAびっくりぱちんこ必殺仕事人III 竜バージョン15』（型式名：CRAぱちんこ必殺仕事人IIIスーパー祭15ラウンド搭載バージョンL3）がリリースされた。
基本は甘デジタイプの『祭バージョン』を継承するが、大当たり内訳に「15ラウンド確変大当り」を搭載しており、様々な場面で組紐屋の竜が登場すれば15ラウンド大当り確定となっている。この機種から小当たり機能が搭載されなくなり、突確も出やすくなった。

### 携帯版実機アプリ
NTTドコモ・au・softbank向けの携帯サイト「京楽サプライズ」で「CRAびっくりぱちんこ必殺仕事人III 竜バージョン15」の実機シミュレーションのアプリの配信をしている。実写も登場しており桜バージョンアプリよりほぼ実機に近い形になっている。
実機との相違点は下記の通り。
- 一部予告が存在しない。元締カットイン、花火保留。
- ストーリーリーチ、仕事人出陣チャンスが省略されている。
- 玉ちゃん、タヌ吉くん、南明奈らプレミアキャラクターは登場していない。

## 図柄
【祭バージョン】
- チャンスタイム100回図柄：三・五・七（赤色）、仕・事・人（黄色）
- チャンスタイム25回図柄（青色）：一・二・四・六・八・九（「豪剣チャンス」成功で100回へ昇格）

【竜バージョン】
- チャンスタイム100回図柄：竜
- チャンスタイム50回図柄：三・五・七（赤色）・仕・事・人（黄色）
- チャンスタイム25回図柄（青色）：一・二・四・六・八・九

※ どの図柄で当たっても確率変動となる。

## モード解説
ここでは、祭バージョン・竜バージョンで追加・変更されたモードについて記述する。その他のモードについてはCRぱちんこ必殺仕事人IIIを参照されたい。
お祭りゾーン
保留先読みによるモード。デジタル回転時に障子が閉まり、「お祭りゾーン」と表示されれば突入のチャンス、左から順番に花火が上がって行き、最後に盤面右上にある「祭ランプ」がフラッシュすればお祭りゾーンに突入する。突入すれば保留内スーパーリーチ確定、信頼度アップとなる。お祭りゾーンに突入すると背景が夜のお祭り背景になり、主水がハッピを着て登場する。
忍ゾーン（祭バージョン）
通常時の2R大当たり・小当たり当選後に突入する。当選時に出現する「射的チャンス」か「真剣連打チャンス」で、「中村家モード」「元締指令モード」「必殺ゾーン」のいずれかに移行する。
「中村家モード」「元締指令モード」はいずれも5回転限定の演出で、どちらのモードでも泥棒の「しのぶ」を捕まえれば、大当たりか必殺ゾーンへ移行する。
忍ゾーン（竜バージョン）
竜バージョンは小当たりがないため、確率変動中が確定する。
演出は「中村家モード」「元締指令モード」のどちらかで、5回転以内に泥棒の「しのぶ」を捕まえれば、大当たりか必殺ゾーンへ移行する。
祭バージョンにあった「射的チャンス」「真剣連打チャンス」は発生しない。
また、忍ゾーンと思いきやP-フラッシュ発生＋竜図柄揃いとなる事もある（15ラウンド大当たり確定）。
必殺ゾーン（祭バージョン）
突入機会は、(1)5R大当たり終了後／(2)忍ゾーン開始時の「射的チャンス」「真剣連打チャンス」にて選択、以上の2通りにて突入する、確率変動中のゾーン。5回転限定。背景が雷雲＆雨の橋に変化する。
予告は、連続すべり予告をベースに、登場する極悪人一味を次々と倒してリーチを目指す。回転開始時、極悪人一味から「(1)刺客3人組」が登場、チャンスボタンを3連打して、3人とも倒すことができれば、倒した秀が登場して連続すべり予告発生（SPリーチ確定）。次に「(2)剣客・森本龍馬」をボタン1回押して倒すことができれば、勇次登場＆再び連続すべり予告。倒すことができなければリーチ成立、直前に登場した仕事人（秀）のリーチに発展確定となる。これを繰り返して、「(5)大名・高坂弾正」まで辿り着くことができれば大当たり確定となる。
予告における、極悪人一味と仕事人の対決は次の通り。(1)刺客3人組×秀、(2)剣客・森本龍馬×勇次、(3)女殺し屋・あや×鉄、(4)悪徳商人・越前屋伝兵衛×主水。大名・高坂弾正との対決は必ずミスになる。（主水豪剣リーチ発展確定。）
なお、勇次登場のタイミング時に竜が出陣した時は、女殺し屋・あやとの対決は必ずミスになり、竜SPリーチへの発展が確定し、大当たり＋100回時短確定となる。
必殺ゾーン（竜バージョン）
出玉ありの大当たり終了後、または必殺ゾーン中の2R大当たり後に突入する、確率変動中のゾーン。
竜バージョンでは最初から「大名・高坂弾正」が登場、一撃勝負でボタンを1回押して攻撃がヒットすればその時点で大当り確定となる。なお、攻撃が外れても仕事人が登場すれば連続すべり予告に発展。再び一撃勝負となる。連続すべり予告は最大3回。なお、登場した仕事人が竜ならばその時点で15ラウンド大当りが確定となる。
チャンスタイム
「必殺ゾーン（5回転）」と、続く時短中を総称して「チャンスタイム」としている。「必殺ゾーン」終了後の背景は夜の城下町（独自の背景）、長屋（通常版・桜バージョンの夜背景と同じ）、縁日（同）となる。通常版と異なり、ノーマルリーチは障子の前で止まるショートや、悪人＆悪人必殺リーチへの発展も存在する。
また、各ステージの泥棒ステップアップ時の主水と秀と鉄の衣装が祭仕様になっている。（主水は『お祭ゾーン』の衣装と同じ。）

## 演出
ここでは、祭バージョン・竜バージョンで追加・変更された演出について記述する。その他の演出についてはCRぱちんこ必殺仕事人IIIを参照されたい。

### 通常時演出
提灯予告
画面上部から提灯が出現、灯りがともるとリーチ予告となるが必ずリーチになるわけではない。
障子ステージチェンジ予告
本作ではステージチェンジの際に必ず障子が閉まり、移行先のステージ名を表示し、再度開くという演出になった。
保留予告
本機では、保留が大砲の弾の形をしており、1回転毎にその弾が大砲に入る演出がある。弾が発射される時に出てくる品物によって期待度の変化がある。（品物はおおむね風呂敷予告で出るものと同じ）
また、保留に文字等が付いている場合がある。（保留先読み予告）「？」＜「！」＜ファイヤーパターン＜「激」の順に期待度が高くなる。
元締カットイン予告
デジタル変動直後、画面右半分が変化する。主に演出の説明や「必殺仕事人」シリーズの解説が表示されるが、中には演出の発展を示唆する予告もある。
背景の色は青と赤の2種類があり、後者の場合は信頼度アップとなる。
暗転予告
図柄停止時に図柄が消灯した際、仕事人のモノクロ画像が浮かび上がるようになった。全消灯した場合は仕事人出陣チャンスのルーレットの並び順を示唆している。
千社札予告
千社札が1枚舞う。2枚舞うとリーチ確定。画面左側に大きく張り付くこともあり、文言が「秀」「勇次」「鉄」「主水」ならば対応する仕事人関連のリーチ確定。「いくぜ！（主水のシルエット付き）」は連続すべり予告＆リーチ確定。「！（赤・ゼブラの種類有り）」ならば信頼度アップとなる。他に「千両箱」「必殺！」は仕事人SPリーチor悪人必殺リーチ確定となる。また、「竜」ならば祭バージョンではチャンスタイム100回の大当たり確定、竜バージョンでは15ラウンド大当たりが確定となる。
「いくぜ！」の千社札は、風呂敷予告や保留玉を打ち上げた際（画面左下）にも登場する。
障子予告
図柄テンパイ後、閉まった障子の色が「赤色」だった場合は頼み人予告が確定し、信頼度も若干アップする。さらに障子役物が閉まって、稲妻閃光が発生すれば仕事人SPリーチへの発展が確定し、大当たり期待度も大幅にアップする。
なお、赤障子（稲妻閃光含む）で頼み人が不在だった場合（悪人リーチ・悪人必殺リーチ発生）は大当たり確定となる。
豪剣フラッシュ予告
「火炎豪剣フラッシュ」（信頼度大幅アップ）、「レインボー豪剣フラッシュ」（大当たり確定）が追加された。
P-フラッシュ予告
祭バージョンではチャンスタイム100回の大当たりが確定。
竜バージョンでは15ラウンドの大当たりが確定。
P-サイレン予告
出玉有りの大当たりが確定。

### リーチ演出
表稼業系リーチ
各リーチがハズれた直後、泥棒の「しのぶ」が顔を出すことがある。その後「しのぶ」が地面に降りてくると、「忍ゾーン」へ移行する。
時短中は「おひつ」に変わる。この場合、地面に降りたら「必殺ゾーン」に移行する。
骨接ぎリーチ
せんVer.主水Ver.の両方が存在し、主水が患者の方が若干信頼度が高くなっている。
ボタンカットイン予告
仕事人SPリーチ中、画面にボタンが表示されている間にチャンスボタンを押すと仕事人の実写カットインが流れるようになった。
カットインは通常青だが、赤の場合はチャンスアップとなる。

### 再抽選演出
お祭り連打（竜バージョン）
図柄揃い後、チャンスボタンを連打して図柄を切り裂いていく。青色図柄（チャンスタイム25回）から赤色図柄（チャンスタイム50回）、竜図柄（15ラウンド）へ昇格する可能性があり、竜図柄へ昇格の場合は同時にP-フラッシュも鳴る。
なお、祭バージョンには再抽選自体がない。

### 大当たり中の演出
豪剣チャンス（祭バージョン）
青図柄で大当たりしたラウンド中に発生。仕事人STリーチと同じルールで、仕事人の殺し直前でチャンスボタンを押して、豪剣が発動したら、殺し成功でチャンスタイムが100回に昇格する。
竜が登場した場合は豪剣チャンスが発生せず、必ず殺しが成功しチャンスタイムが100回に昇格となる。

### 大当たりラウンド演出
青図柄大当たり（竜バージョン）、赤図柄大当たり（共通）
仕事人達（竜を除く４人からランダム）の紹介コメントが表示（RD1・2）。RD3・4では、『必殺シリーズ』製作・放映に関する豊富なエピソード・豆知識または本機独自のアニメキャラ達の紹介を表示。RD5は、CRぱちんこ必殺仕事人IIIと同様に、夕焼けをバックに、中村主水（前作では大当たりのリーチにおける仕事人を表示していたが、本作では中村主水に固定）と、テレビ版『必殺仕事人III』のOPナレーション字幕が登場するが、前作から１行追加になっている。字幕は「世の中の善と悪とをくらぶれば、／恥ずかしながら悪が勝つ。／神も仏も無えものか。／浜の真砂は尽きるとも、／尽きぬ恨みの数々を、／晴らす仕事の裏稼業。／お釈迦様でも気がつくめえ」。
竜図柄大当たり（竜バージョン）
RD1のみタイトル表示に差し替えとなっていて、RD2にてBGMの『哀しみ色の…』がスタートする以外は、CRぱちんこ必殺仕事人IIIと同様の演出。

### パチンコ機オリジナルのキャラクター
おひつおひつ追っかけチャンスに登場するくのいち。装束は白。
おまつ変動開始時に花火を打ち上げ、お祭りゾーンへ導くくのいち。装束はオレンジ。お祭りゾーン中は、櫓の上で太鼓を叩いている。「CRぱちんこ必殺仕事人IV～お祭りわっしょい～」ではおとつとは異なりそのままの姿で登場している。
しのぶ忍（しのぶ）ゾーンに登場するくのいち。装束は黒。

## 演出中のBGM
ここでは、祭バージョン・竜バージョンで追加・変更されたBGMについて記述する。その他のBGMについてはCRぱちんこ必殺仕事人IIIを参照されたい。

### 大当たりラウンド中
- チャンスタイム25回図柄の大当たり【共通】…「闘う仕事人」（『必殺仕事人V・激闘編』より）
- チャンスタイム100回図柄の大当たり【祭バージョン】…「荒野の果てに」（唄：山下雄三）
- チャンスタイム50回図柄の大当たり【竜バージョン】…「荒野の果てに」（唄：山下雄三）
- 竜図柄の大当たり【竜バージョン】…「哀しみ色の…」（唄：京本政樹／『必殺仕事人V』挿入歌）

### モード中・その他
- 城下町（主水）ステージ【祭バージョン】…「荒野の果てに」のアレンジ版
- 城下町（主水）ステージ【竜バージョン】…「月が笑ってらぁ」のアレンジ版　※背景は神社の境内となっている
- 縁日（秀）ステージ【祭バージョン】…「想い出の糸車」のアレンジ版
- 縁日（秀）ステージ【竜バージョン】…「冥土の鈴か、地獄花〜殺しのテーマ」のアレンジ版
- 長屋（鉄）ステージ【祭バージョン】…「あかね雲」のアレンジ版
- 長屋（鉄）ステージ【竜バージョン】…「冬の花」のアレンジ版
- 勇次桟橋モード（勇次ステージ）【祭バージョン】…「櫻の花のように」のアレンジ版
- 勇次桟橋モード（勇次ステージ）【竜バージョン】…「闘う仕事人」のアレンジ版
- 忍ゾーン中村家…「二人でも姦し」
- 忍ゾーン元締指令…「正八走る！」
- 必殺ゾーン…「対決」
- チャンスタイム中…「仕置のテーマ」のアレンジ版
- お祭りゾーン…「仕事人出陣」のアレンジ版
- 連続スベリ予告…「仕掛人のテーマ」
- お祭り連打…「粛清の進撃〜殺しのテーマ」
- 大当たりラウンド直後の“必殺ゾーン”突入画面…「"必殺シリーズ"クレジット」（『必殺仕事人V・激闘編』より）

## 基本スペック

### CRAぱちんこ必殺仕事人III 祭バージョンL7
- 大当たり確率： 低確率 1/89.9 → 高確率 1/9.93
- 小当たり確率： 1/110
- 確変割合：100%(ST5回転)
  - ヘソ入賞時：5R確変A 37%、5R確変B 1%、5R確変C 37%、5R確変D 20%、5R確変E 4%、5R確変F 1%
  - 電チュー入賞時：5R確変A 50%、5R確変C 50%
- 大当たりラウンド：5ラウンド・9カウント
- 賞球数：3&10&13
- 時短:0回転or25回転or100回転(ST5回転含む)
- 大当り種別
  - 5R確変A　出玉あり大当り・ST5回転+時短95回転
  - 5R確変B　短開放＋出玉あり大当り(JUB)・ST5回転+時短95回転
  - 5R確変C　出玉あり大当り・ST5回転+時短20回転
  - 5R確変D　出玉なし大当り・ST5回転（電サポ中のみ時短95回転）
  - 5R確変E　出玉なし大当り・ST5回転（高確率中・電サポ中のみ時短95回転）
  - 5R確変F　出玉なし大当り・ST5回転+時短95回転

### CRAぱちんこ必殺仕事人IIIスーパー祭15ラウンド搭載バージョンL3
- 大当たり確率： 低確率 1/99.4 → 高確率 1/9.94
- 確変割合：100%(ST5回転)
  - ヘソ入賞時・電チュー入賞時共通：15R確変 14%、5R確変A 33%、5R確変B 33%、2R確変A 1%、2R確変B 19%
- 大当たりラウンド：2ラウンドor5ラウンドor15ラウンド・9カウント
- 賞球数：3&10&13
- 時短：0回転or25回転or50回転or100回転(ST5回転含む)
- 大当り種別
  - 15R確変　出玉あり大当り・ST5回転+時短95回転
  - 5R確変A　出玉あり大当り・ST5回転+時短45回転
  - 5R確変B　出玉あり大当り・ST5回転+時短20回転
  - 2R確変A　出玉なし大当り・ST5回転+時短95回転
  - 2R確変B　出玉なし大当り・ST5回転（高確率中・電サポ中のみ時短95回転）